# Julien Gourdel
Pour les articles homonymes, voir Gourdel.
Julien Jean Gourdel, né le 5 novembre 1804 à Veneffles (aujourd'hui rattachée  à Châteaugiron) et mort le 13 mars 1846 à Paris, est un sculpteur français.

## Biographie
Julien Gourdel est le fils de Jean Gourdel, cultivateur et de Marie Horné. Après des études à l'école de Châteaugiron, il est admis en mars 1819 à l'école de peinture, de sculpture et de dessin de Rennes, dirigée par le peintre Logerot. Il y est élève du sculpteur Chaumont. Il obtient en 1825 un premier prix pour une sculpture représentant Pyrame se donnant la mort. La même année, pour éviter la conscription et donc préserver la fin d'études très prometteuses, les administrateurs de l'école lancent une souscription publique qui permet de récolter de l'argent pour acheter le remplacement de Julien Gourdel, trop pauvre.
Grâce à l'intervention de l'architecte Mathurin Crucy, il entre en 1826 dans l'atelier du sculpteur Jean Baptiste Joseph De Bay à Paris. Il est admis à l'École des beaux-arts de Paris. Il est aussi élève de James Pradier. Il obtient de nombreuses récompenses (huit médailles d'argent). Les études de Julien Gourdel sont soutenues par la Ville de Rennes qui lui octroie une bourse. Il obtient en 1834 un deuxième prix de Rome pour sa sculpture La Flagellation du Christ.
Après ses études, l'artiste reste à Paris. Il expose plusieurs bustes, statues et bas-reliefs, en plâtre ou en marbre, au Salon entre 1835 et 1845. Il y reçoit une première médaille d'honneur en 1838 et une médaille de deuxième classe en 1843.
L'artiste n'a toutefois pas oublié Châteaugiron et Rennes. Dès 1832, il sculpte pour l'église de Châteaugiron une statue de sainte Madeleine à laquelle est consacrée l'église. Il est l'auteur, à Rennes, en 1840, d'une statue du juriste rennais Charles Bonaventure Marie Toullier, représenté assis, sur la façade du palais de justice (œuvre détruite vers 1955). En 1843, il exécute pour l'église Saint-Germain dans la même ville un groupe représentant L'Éducation de la Vierge par sainte Anne.
Vivant dans une situation de grande précarité, épuisé, Julien Gourdel meurt à Paris le 13 mars 1846, entouré par les membres de sa famille parmi lesquels figure son cousin Pierre Gourdel, également sculpteur. Il travaillait alors à une des statues en marbre de la série des reines de France[Laquelle ?] du jardin du Luxembourg.

Œuvres de Julien Gourdel
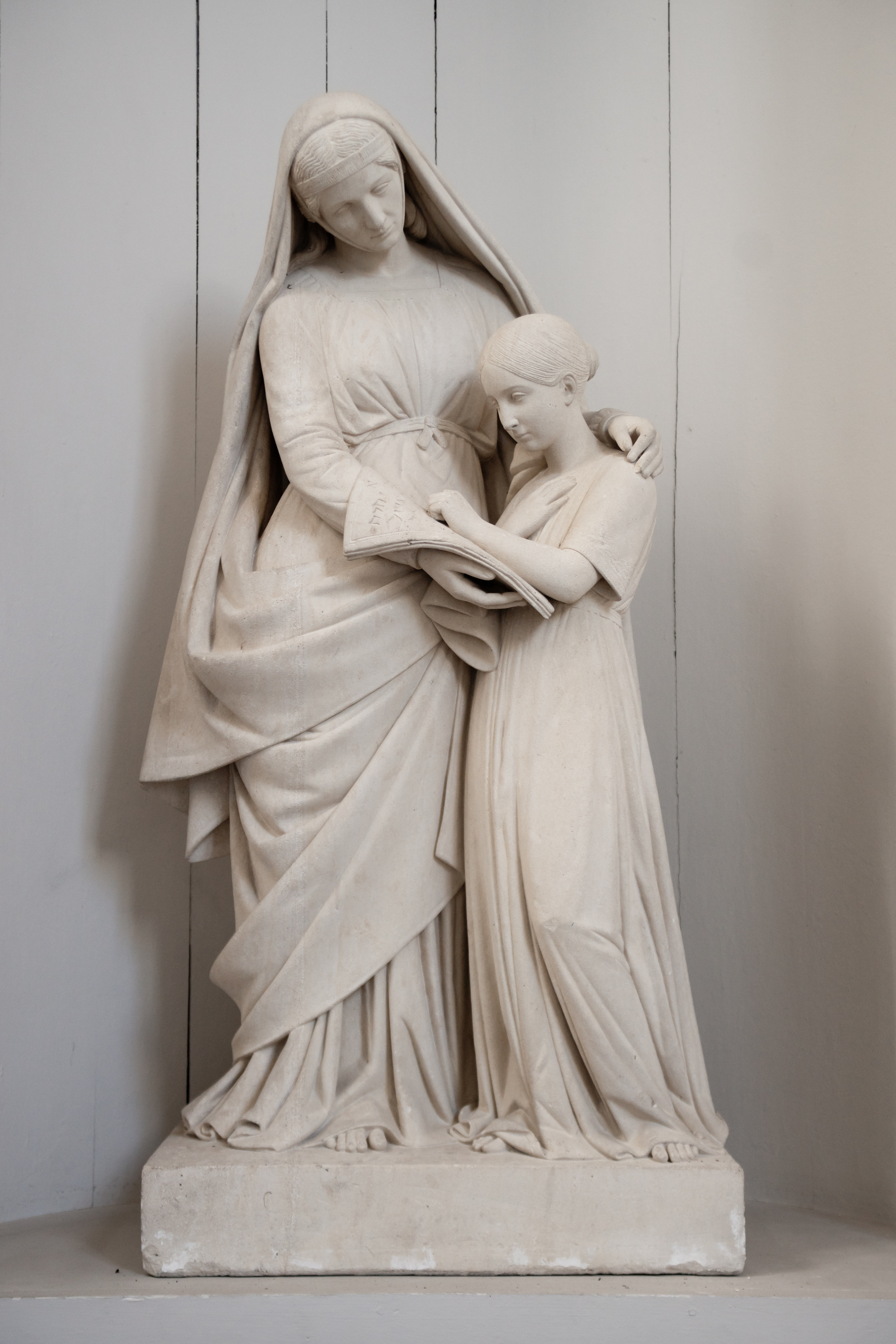
L'Éducation de la Vierge Marie par sainte Anne (1844), Versailles, chapelle du Petit Trianon.
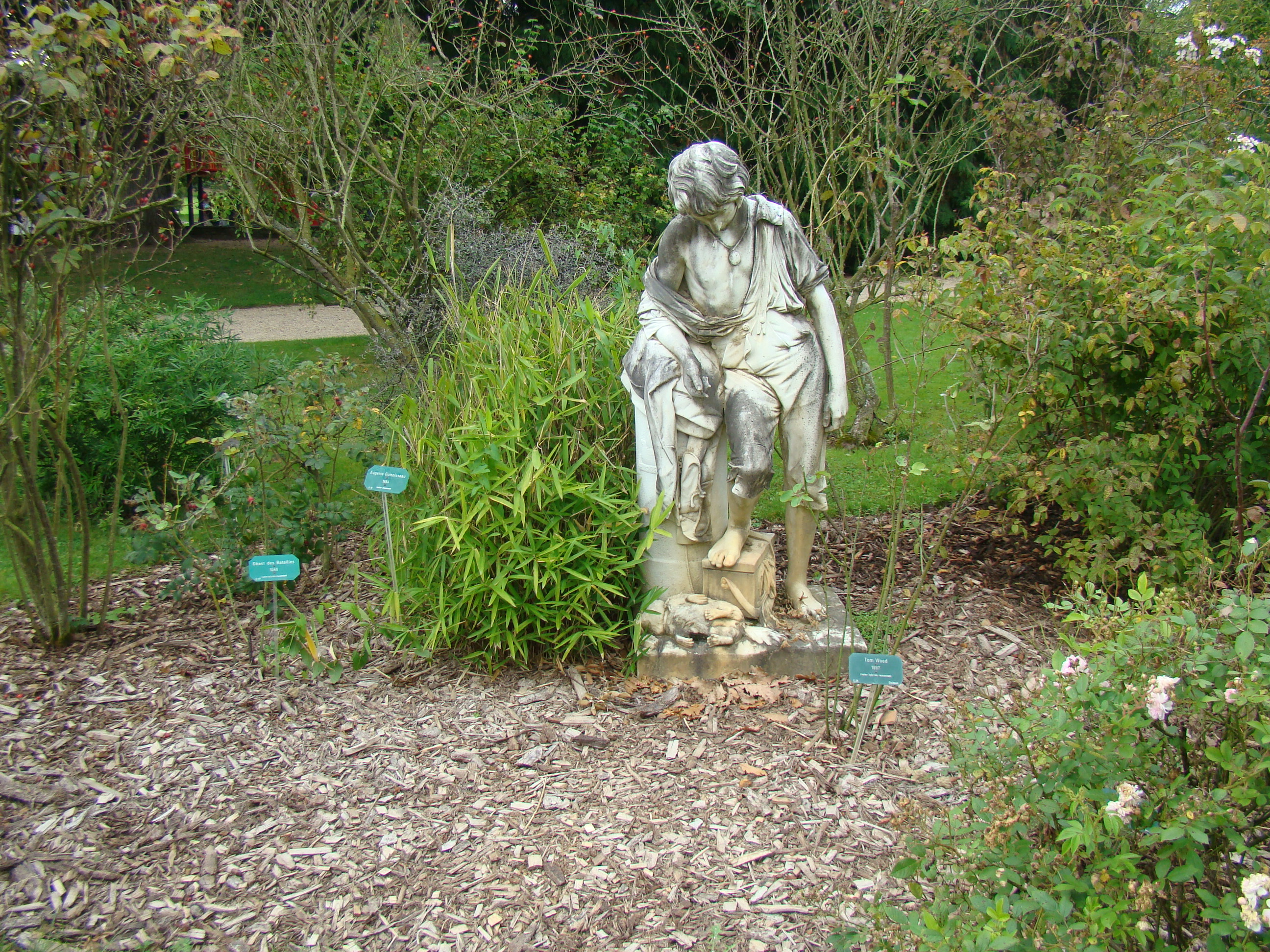
Pierre Gourdel, Jeune Savoyard pleurant sa marmotte (1874), Rennes, parc du Thabor. Marbre d'après un modèle en plâtre (1835) de Julien Gourdel.

## Œuvres dans les collections publiques
- Châteaugiron :

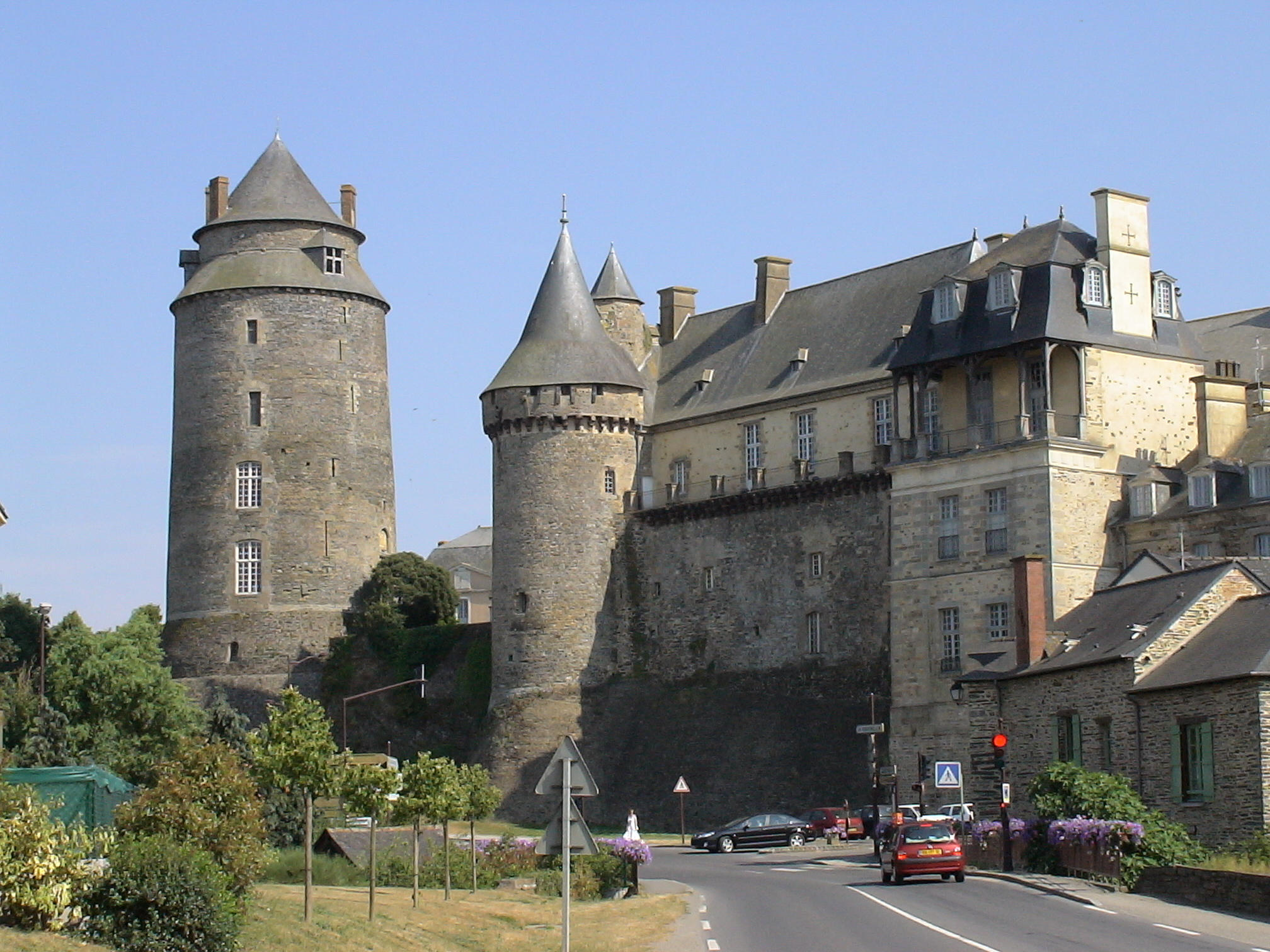
Le château de Châteaugiron abrite le musée Gourdel à Châteaugiron.

  - église Sainte-Marie-Madeleine : Sainte Madeleine, 1832, statue en plâtre.
  - musée Gourdel : Vierge à l'Enfant, statue en plâtre.
- Paris :
  - église de la Madeleine : Saint Irénée, statue en pierre.
  - église Saint-Germain-l'Auxerrois : Les Anges rédempteurs, 1838, groupe en plâtre. Première médaille d'honneur au Salon de 1838.
  - église Saint-Sulpice : L'Éducation de la Vierge, Salon de 1841, groupe en plâtre.
- Rennes :
  - cimetière du Nord, chapelle funéraire : L'Espérance, statue en pierre.
  - église Saint-Germain : L'Éducation de la Vierge, groupe en plâtre.
  - musée des Beaux-Arts[5] :
    - Buste de jeune fille, marbre ;
    - Anaxagore, Salon de 1837, statue en plâtre ;
    - Toullier, doyen de la Faculté de droit de Rennes et auteur du Droit civil français, mort en 1835, Salon de 1841, buste en plâtre ;
    - Hippolyte Lucas, buste en piédouche. Deux exemplaires : plâtre et plâtre patiné.
- Versailles, château de Versailles :
  - Jules Hardouin-Mansard, buste en marbre ;
  - André Le Nôtre, buste en marbre ;
  - Denis Pétau, buste en marbre.